# 佐野綾目
佐野 綾目（さの あやめ、1936年 - ）
は、神戸市生まれ。父は哲学者佐野一彦、母はドイツ出身のドイツ語学者、翻訳家佐野えんね。姉妹に川端春枝。

## 概略
- 京都女子大学短期大学部国語専攻卒業。
- 美濃加茂市読書サークル協議会。
- 美濃加茂市行政相談員。
- 美濃加茂市教育委員長等を歴任。
- 現在、まちづくり活動を行っている。

## 人物
- 若い時は洋服を好んだが、歳を重ねると母の佐野えんねと同じように和服をこよなく愛す。
- つゆくさ日記を現在までも採録し、太平洋戦争時と平和社会、家族の生活と愛による繋がりを事細かく書かれている、絵も書かれており、後世への時代貴重価値が高い。

## みのかも文化の森 美濃加茂市民ミュージアム
- 父・佐野一彦、母・佐野えんね、姉・川端春枝との若かりし頃の家族写真が常設展示室にて展示されている。

## ドイツ伝統菓子（えんねのお菓子）
- 母から教わったドイツ伝統菓子を高安天火で焼き、伊深まちづくり協議会に作り方を載せている。[2]
- 「ベッカライ・フジムラ」のオーナー藤村誠へ、「えんねのお菓子」を提供・保存。

## 書籍
- 「戦争の記録 つゆくさの日記 伊深親子文筆編」第1〜下現在34集まで執筆し、毎年発行。（毎年書かれており、時が経ち、後世で貴重な資料となる。）